# Thomas Griffith Taylor
Thomas Griffith "Grif" Taylor (1 de Dezembro de 1880 - 5 de Novembro de 1963) foi um geógrafo, antropólogo e explorador inglês / australiano. Fez parte da Expedição Terra Nova (1910–1913) de Robert Falcon Scott .